# Безруков Андрій Олегович
Андрі́й Оле́гович Безру́ков (рос. Андрей Безруков), більш відомий під прикриттям як До́нальд Гі́тфілд (англ. Donald Heathfield) — колишній агент-нелегал КДБ у Сполучених Штатах. Брав участь у Програмі нелегалів і був заарештован у 2010 році. Того ж року його повернули до Росії.

## Дональд Гітфілд
Андрій Олегович Безруков народився 30 серпня 1960 року в Канську, Красноярського краю. З 1978 по 1983 рік навчався в Томському державному університеті за спеціальністю «історія», де познайомився зі своєю майбутньою дружиною.
Під вигаданим ім'ям Дональда Говарда Гітфілда, разом зі своєю дружиною Оленою Вавиловою, він понад 20 років жив у кількох країнах поза межами Радянського Союзу, займаючись нелегальною розвідувальною діяльністю. Згідно з його легендою, Гітфілд був сином канадського дипломата (який насправді помер у 1962 році у віці семи тижнів) і закінчив середню школу в Чехії. Однокурсник з Гарвардського університету зазначив, що Гітфілд був у курсі життя своїх однокласників, включно з майбутнім президентом Мексики Феліпе Кальдероном.
З 1992 по 1995 рік він навчався в Йоркському університеті в Канаді, де здобув ступінь бакалавра з міжнародної економіки. З 1995 по 1997 рік навчався в Національній школі мостів та доріг у Франції, здобувши ступінь магістра з міжнародного бізнесу. З 1999 року жив у США. У 2000 році закінчив Гарвардський інститут державного управління імені Джона Ф. Кеннеді при Гарвардському університеті зі ступенем магістра державного управління.
З травня 2000 по травень 2006 року працював партнером у консалтинговій компанії Global Partners Inc., клієнтами якої були такі відомі компанії, як Alstom, Boston Scientific, General Electric та T-Mobile US. З травня 2006 по грудень 2010 року очолював іншу консалтингову компанію, Future Map; компанія спеціалізувалася на державних та корпоративних стратегічних системах прогнозування та планування і мала філії в Парижі та Сінгапурі. Безруков був членом Світового товариства майбутнього, організації, яку Boston Herald одного разу описала як «фабрику думок для нових технологій, на конференції якої збираються провідні експерти в галузі державного управління». Завдяки цьому членству Гітфілд зміг завести численні знайомства. Зокрема, він був знайомий з двома особами: Ліоном Фюртом, колишнім радником з національної безпеки віцепрезидента Ала Гора; та професором менеджменту в Університеті Джорджа Вашингтона Вільямом Халалом, який брав участь у конференції Світового товариства майбутнього у 2008 році. Халал описав свої стосунки з Гітфілдом як теплі. «Я перетинався з ним на зустрічах у федеральних агентствах, аналітичних центрах та Світовому товаристві майбутнього. Я не знаю нічого, що могло б становити інтерес з точки зору безпеки. Все, що я надавав Дону, було опубліковано і доступно в Інтернеті».
Безруков та його дружина жили в Кембриджі, штат Массачусетс. Приблизно в той час Олена Вавилова закінчила Університет Макгілла; перш ніж оселитися в США, вона жила у Франції. Вона працювала в агентстві нерухомості Redfin у Сомервіллі, штат Массачусетс.
У червні 2010 року його та його дружину заарештували в США в рамках операції з викриття нелегалів. 9 липня 2010 року його обміняли у Відні на чотирьох інших російських громадян разом із дев'ятьма іншими нелегальними російськими розвідниками. Серед обміняних був Сергій Скрипаль, який провів у російській в'язниці 13 років за передачу інформації MI6.
Після повернення до Росії Безруков та його дружина були нагороджені орденом «За заслуги перед Вітчизною» IV ступеня. Його також призначили радником президента «Роснефти», а також доцентом кафедри прикладного аналізу міжнародних проблем МДІМВ. У 2015 році він опублікував книгу «Росія та світ у 2020 році. Контури неспокійного майбутнього». Після повернення дав своє перше інтерв'ю журналу «Русский репортёр» у 2012 році. Також дав кілька інших інтерв'ю місцевим ЗМІ. Сьогодні він регулярно веде колонку в діловій газеті Известия на актуальні теми. Станом на серпень 2019 року Безруков продовжував свою викладацьку кар'єру та займався консалтинговою роботою для нафтової компанії, тоді як Вавилова «також має консультативну роль у компанії», за даними The Guardian.

## Діти Гітфілда та Фоулі
Діти Гітфілда та Фоулі стверджують, що раніше не знали, що їхні батьки були російськими шпигунами, і ніколи не чули, щоб вони розмовляли російською. На момент арешту батьків дітям було 16 та 20 років. Їхнє канадське громадянство було анульовано на підставі того, що діти іноземних дипломатів не мають права на громадянство, навіть якщо народилися на канадській землі. Молодший син, Алекс, оскаржив це рішення і в кінцевому підсумку домігся відновлення свого громадянства.